# El Velillo
El Velillo är en ort i Mexiko.   Den ligger i kommunen Mineral de la Reforma och delstaten Hidalgo, i den sydöstra delen av landet, 90 km nordost om huvudstaden Mexico City. El Velillo ligger 2 809 meter över havet och antalet invånare är 199.
Terrängen runt El Velillo är kuperad. Runt El Velillo är det mycket tätbefolkat, med 1 135 invånare per kvadratkilometer. Närmaste större samhälle är Pachuca de Soto, 6,0 km väster om El Velillo. Omgivningarna runt El Velillo är i huvudsak ett öppet busklandskap.